# Jan Fabich
Jan Fabich (ur. 24 października 1942, zm. 24 marca 1986) – polski bokser, wielokrotny medalista mistrzostw Polski.
Walczył w wadze półciężkiej (do 81 kg). Był w niej mistrzem Polski w 1969, wicemistrzem w 1967 i 1968 oraz brązowym medalistą w 1963 i 1965. Był mistrzem Polski juniorów w wadze lekkośredniej (do 71 kg) w 1959.
W  latach 1965-1970 trzykrotnie wystąpił w reprezentacji Polski, wszystkie trzy walki wygrywając.
Zwyciężył w wadze półciężkiej w Turnieju Przedolimpijskim Polskiego Związku Bokserskiego i Trybuny Ludu w 1964. Zajął 1. miejsce w Spartakiadzie Gwardyjskiej w 1968 oraz 3. miejsca w 1964 (w wadze średniej do 75 kg), 1965, 1967 i 1969, wszystkie poza 1964 w wadze półciężkiej.
Występował w Wiśle Tczew i Wybrzeżu Gdańsk.